# جزیره رائول
جزیره رائول (انگلیسی: Raoul Island) یک جزیره‌ی آتش‌فشانی در جزایر کرمادک، نیوزیلند است.